# マズルカ作品68-4 (ショパン)
マズルカ ヘ短調 作品68-4（第49番（パデレフスキ版では第51番）、遺作）は、フレデリック・ショパンが死の年である1849年にパリで作曲したピアノ独奏曲。現在も残っているショパン自筆のスケッチを親交の深かったチェリストのオーギュスト・フランショームが筆写し、友人のユリアン・フォンタナの校訂により1855年に出版された。なお、ショパン自筆のスケッチ、フランショームの写筆譜ともにワルシャワのショパン協会に保管されている。

## 概要
このマズルカのショパンの自筆譜は、清書譜や決定稿ではなく、スケッチの段階であるため、特にトリオの部分がほとんど判別困難な状態にある。フランショームによる筆写譜では、16小節のヘ長調のトリオが前述の理由から省略されているが、ヤン・エキエルによって校訂及び復元され1965年に単行出版された楽譜や2007年に刊行された『ショパン・ナショナル・エディション』のBシリーズ・第 I 巻「マズルカ集(B)」では、トリオ部分が復元されている。なお、自筆のスケッチには、仰臥しながら書いているときに手が滑ったのかペンが紙の上を走った跡が多く見られる。
作曲者の絶筆という事情もあり、演奏会で取り上げられることも多い。

## 構成

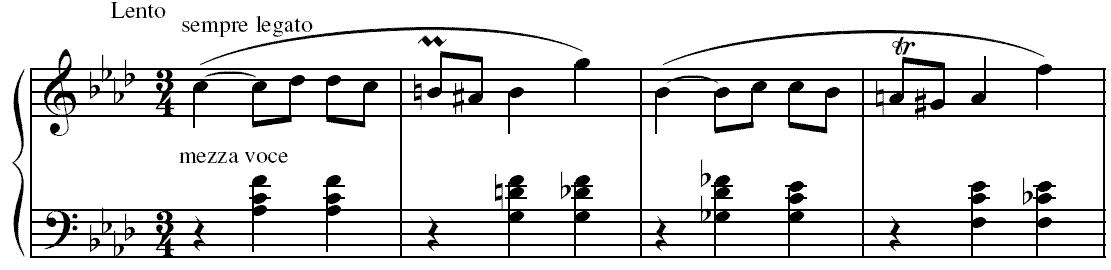
冒頭部分

Andantino（エキエル版ではLento）、4分の3拍子、ヘ短調。
冒頭のタイのついた主題が転調されて繰り返される。半音階的下降と全音ずつの下降とが組み合わせられ、調性が不安定。途中イ長調に変わるが、全体の無調性のために違和感はない。トリオもつけられているが主部同様に転調が著しい。